# From Russia with Love (soundtrack)
From Russia with Love is de originele soundtrack van de tweede James Bond-film van EON Productions uit 1963 met dezelfde naam. Het album werd voor het eerst uitgebracht in 1963 door United Artists Records.
Het album bevat de originele filmmuziek die gecomponeerd is door John Barry en de titelsong "From Russia with Love" die geschreven is door Lionel Bart en gezongen door Matt Monro. Bij de tweede film werd besloten door de producers om niet verder te gaan met Monty Norman, maar de James Bond Theme die op zijn naam staat geschreven is wel meegenomen naar de vervolg film. Het thema is overigens (naar eigen zeggen!) wel geschreven door Barry. Het orkest werd gedirigeerd door Barry en uitgevoerd door John Barry & His Orchestra. In 1964 behaalde het album plaats 27 in de Billboard 200.

## Nummers
| Nr. | Titel                                                                         | Duur |
| --- | ----------------------------------------------------------------------------- | ---- |
| 1   | Opening Titles: James Bond Is Back / From Russia with Love / James Bond Theme | 2:29 |
| 2   | Tania Meets Klebb                                                             | 1:29 |
| 3   | Meeting in St. Sophia                                                         | 1:09 |
| 4   | The Golden Horn                                                               | 2:26 |
| 5   | The Girl Trouble                                                              | 2:25 |
| 6   | Bond Meets Tania                                                              | 1:20 |
| 7   | 007                                                                           | 2:46 |
| 8   | Gypsy Camp                                                                    | 1:16 |
| 9   | Death of Grant                                                                | 1:59 |
| 10  | From Russia with Love - Matt Monro                                            | 2:35 |
| 11  | Spectre Island                                                                | 1:18 |
| 12  | Guitar Lament                                                                 | 1:11 |
| 13  | Man Overboard - Smersh in Action                                              | 2:18 |
| 14  | James Bond with Bongos                                                        | 2:32 |
| 15  | Stalking                                                                      | 2:05 |
| 16  | Leila Dances                                                                  | 1:56 |
| 17  | Death of Kerin                                                                | 2:30 |
| 18  | 007 Takes the Lektor                                                          | 3:03 |